# Ли Хо Сок
Ли Хо Сок (кор. 이호석, 李昊錫, род. 25 июня 1986 в Сеуле) — шорт-трекист из Южной Кореи, Олимпийский чемпион 2006 года и 12-тикратный чемпион мира. Окончил Университет Кёнхи со степенью бакалавра физического воспитания.

## Спортивная карьера
Ли Хо Сок, старший сын отца Ли Ю Бин и матери Хан Мён Шим, начал кататься на коньках в начальной школе Хонгик на катке Мокдонг в Сеуле. Его учитель предложил ему заняться катанием на коньках. Впервые он участвовал на юниорском чемпионате мира в Варшаве в январе 2001 года и занял 6-е место в беге на 1500 метров. В сентябре 2002 года, когда был первоклассником средней школы Шинмок, он занял первое место в беге на 3000 метров на 19-м Национальном чемпионате по шорт-треку, а в январе следующего года занял 1-е место в личном общем зачете на юниорском чемпионате мира в Будапеште. Он выступал за команду мэрии Коян.
Следующие 2 года Ли ещё дважды становился абсолютным победителем на юниорских чемпионатах мира  в Пекине и  в Белграде, при этом в эстафетах также было золото и добился успеха, заняв первое место в трёх личных чемпионатах подряд. Ли присоединился к сборной в 2005 году и жил в одной комнате с  Ан Хён Су. Между ними была конкуренция в сборной и даже были разногласия и ссоры, но всё в прошлом.
На зимних Олимпийских играх 2006 в Турине Ли Хо Сок стал победителем в эстафете вместе со своей сборной, а также дважды занимал второе место, каждый раз уступая своему соотечественнику Ан Хён Су. Помимо этого, ему принадлежат мировой и олимпийский рекорды в эстафете. В сезоне 2005/06 на кубке мира он занял 2-е место в общем зачёте на дистанции 1500 м, 1-е место на 1000 м, а также общее 2-е место Кубка мира.
После олимпиады на чемпионате мира в Миннеаполисе завоевал серебряную медаль в общем зачёте, выиграв три серебра и бронзу, следом на командном чемпионате мира в Монреале помог команде выиграть золото. На Кубке мира в сезоне 2006/07 Ли занял вновь 1-е место в беге на 1000 м в общем
В 2008 году на чемпионате мира в Канныне Ли поднялся на 2-е место в общем зачёте, победив в беге на 1000 метров и завоевал бронзу на командном чемпионате мира в Харбине. На Кубке мира сезона 2007/08 поднялся на 2-е место в беге на 1000 метров в общем зачёте и на 1-е в беге на 1500 метров.
В сезоне 2008/09 он выиграл в очередной раз Кубок мира на дистанции 1000 м в общем зачёте, победив на 4-х этапах и завоевал 3-е место в беге на 1500 м. На чемпионате мира в Вене в 2009 году завоевал золотую медаль в абсолютном зачёте и ещё одно золото выиграл на командном чемпионате мира в Херенвене. 
В сезоне 2009/10 на втором этапе в Сеуле он получил травму лодыжки и пропустил важные 3 и 4 этапы Кубка мира. Но к Олимпиаде он восстановился и в феврале 2010 года на зимних Олимпийских играх в Ванкувере завоевал серебряные медали на дистанции 1000 метров и в эстафете. В марте на чемпионате мира в Софии выиграл три золота, в том числе в многоборье и эстафете. На командном чемпионате мира в Бормио также взял золото.
В декабре 2010 года на Кубке мира в Чанчуне занял 1-е место в беге на 1000 м, и в Шанхае занял 3-е место в беге на 1500 м и 2-е на 500 м. В феврале 2011 года в Дрездене поднялся в беге на 1500 м на 2-е место. В марте на командном чемпионате мира в Варшаве завоевал золотую медаль. 
В сезоне 2011/12 Ли стартовал на кубке мира в Солт-Лейк-Сити со 2-о места в беге на 1500 м и 3-го в эстафете. В Сагенее выиграл 1-е место в эстафете, следом в Нагое и Москве занял 2-е и 3-е места в беге на 1500 м. В 2012 году на чемпионате мира в Шанхае с командой выиграл бронзу в эстафете.
В сентябре 2013 года на кубке мира в Шанхае сезона 2013/14 он занял 2-е место в эстафете и 3-е место в той же эстафете в Коломне. Ли также квалифицировался на олимпиаду в эстафету. В феврале 2014 года на зимних Олимпийских играх в Сочи в составе команды занял 7-е место в эстафете. А после на чемпионате мира в Монреале в эстафете поднялся на 2-е место. 12 апреля 2015 года Ли Хо Сок завершил карьеру.

## Государственные награды
- Орден «За спортивные заслуги» 1 класса Республики Корея — орден Синего дракона (17 октября 2017)